# Теодор (антипапа)
Вижте пояснителната страница за други личности с името Теодор.
Теодор (на латински: Theodorus) е антипапа на Римокатолическата църква през 687. Негов съперник е антипапата Паскалий.